# Aire marine protégée du Royaume de Neptune
L'aire marine protégée du Royaume de Neptune (en italien : Riserva naturale protetta Regno di Nettuno) est une aire marine protégée créée en 2007 autour des îles  d'Ischia, Procida et Vivara, situées dans la ville métropolitaine de Naples en Campanie,.

## Description
L'aire marine protégée a été divisée en cinq zones de protection, appelées A, B, B n.t., C et D , .
Dans toutes les zones, les activités susceptibles de perturber les espèces végétales et animales ne sont pas autorisées, y compris (sauf dans les cas prévus dans le règlement), la baignade, la navigation, l'ancrage, l'amarrage, l'utilisation de motos nautiques, le ski nautique. En outre, toute activité de capture, de collecte et de dégradation de spécimens d'espèces animales et végétales, ainsi que de découvertes archéologiques et de formations géologiques est interdite ; sont également prohibées l'introduction de toute substance toxique ou polluante, la mise en décharge de déchets solides ou liquides, l'aquaculture, l'utilisation de feux ouverts.
Zone A :
La zone A (réserve intégrale) comprend la partie de mer qui baigne la côte ouest de l'île de Vivara et celle proche de la Secca della Catena, un récif à l'extrémité sud du canal d'Ischia.
Dans cette zone, seules les activités de sauvetage, de surveillance et de service sont possibles.
Zone B :

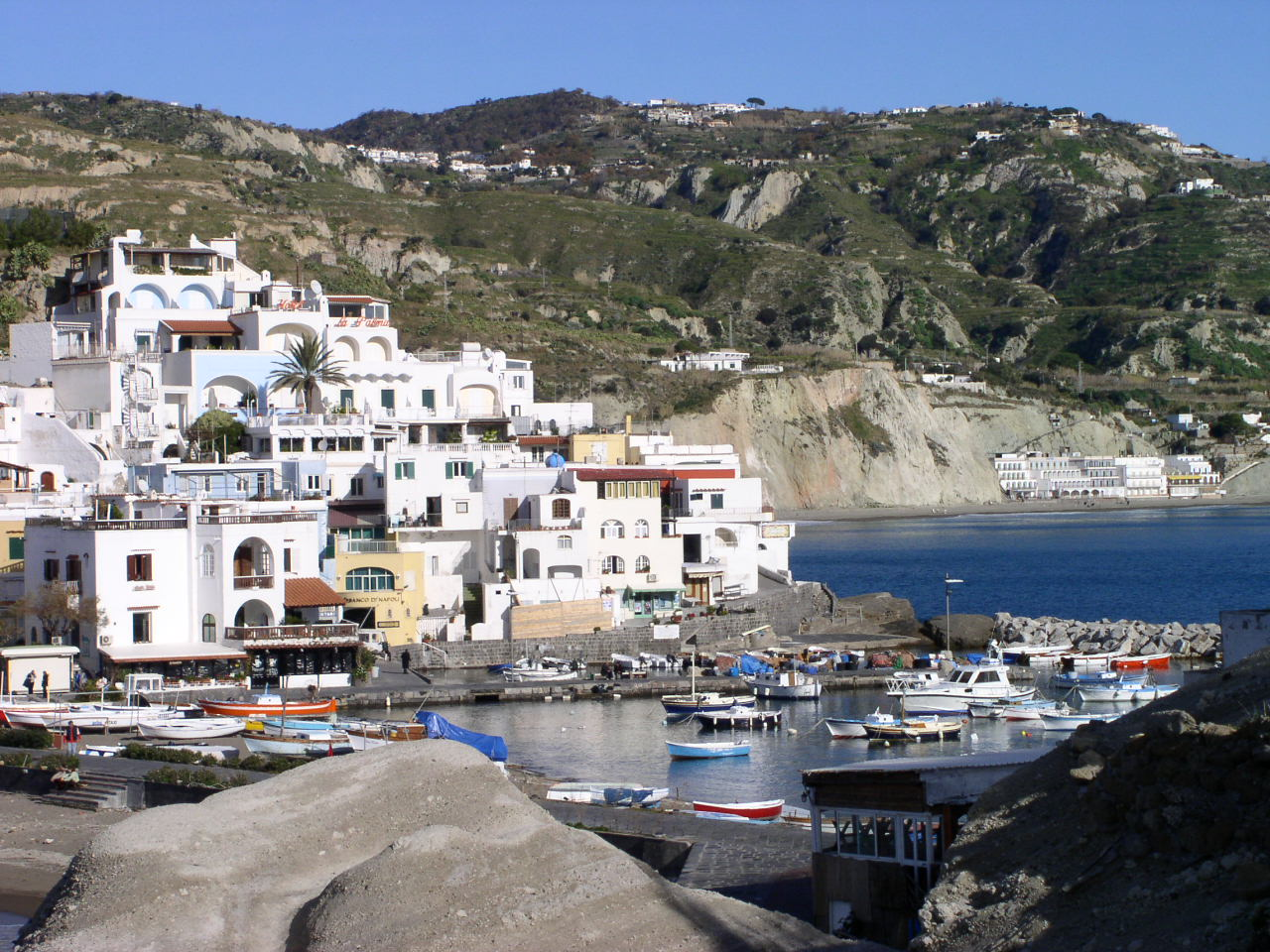
Le village de Sant'Angelo.

- La zone B n.t. (réserve générale spéciale - « no take ») comprend la partie de mer entourant la Secca delle Formiche de Vivara [6], et la partie de mer entourant le promontoire de Punta Sant'Angelo, sur l'île d'Ischia.

Exclusivement dans les zones B n.t., la pêche professionnelle et sportive, l'aquaculture et la mytiliculture ainsi que la plongée sous-marine non autorisée par le gestionnaire sont interdites.
- La zone B (réserve générale) comprenant la partie de la mer située devant la côte orientale de l'île de Procida (de Punta della Lingua à Punta Solchiaro), toute la partie de la mer entourant l'île de Vivara (y compris les zones voisines « A » et « B nt »), le Banco d'Ischia (au large de la côte sud-est d'Ischia), le bras de mer devant Punta San Pancrazio et la Scarrupata de Barano d'Ischia, le bras de mer de De Punta Imperatore à Punta Sant'Angelo (dans la zone sud-ouest de l'île d'Ischia), et enfin la Secca di Forio, au large de la ville de Forio.

Ces zones se caractérisent par des restrictions un peu plus larges : en plus de ce qui est autorisé dans la zone A , sont autorisés la baignade, la plongée et les visites guidées sous-marines, la voile, l'aviron ou dans certaines limites définies par le Règlement, l'accès aux bateaux (transport de passagers et transport régulier), autorisé par le gestionnaire), amarrage et mouillage dans des sites identifiés, pêche artisanale, pêche de tourisme, aquaculture et pêche sportive .
Zone C :

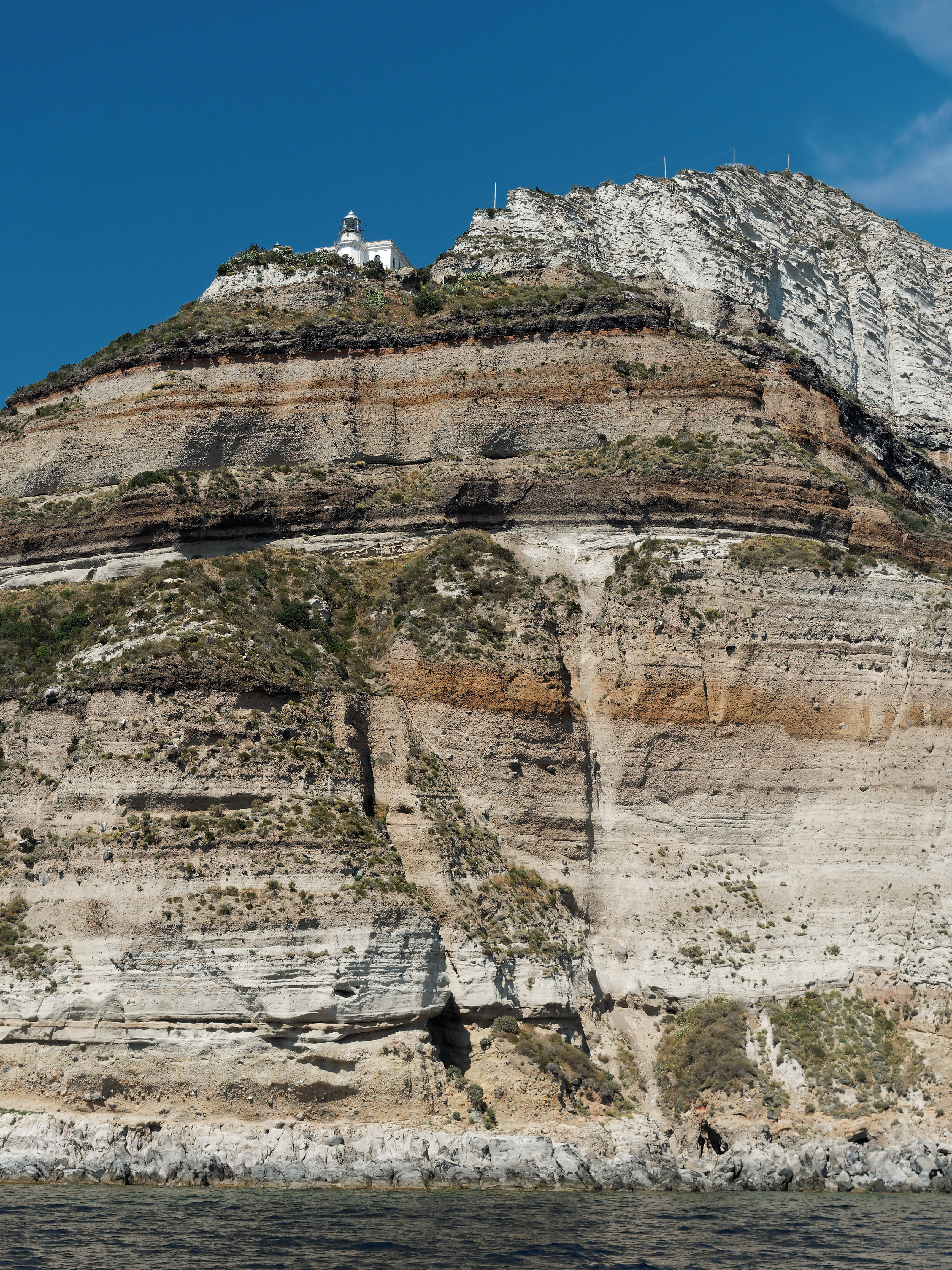
Punta Imperatore et son phare

La zone C (réserve partielle) comprend le reste de la mer autour des îles, à l'exception du canal de Procida et d'une zone au nord de Punta Imperatore, sur l'île d'Ischia, près du phare de Punta Imperatore
Activités supplémentaires autorisées : accès aux bateaux de plaisance, amarrage dans les zones autorisées et pêche sportive.
Zone D :
La zone D (zone de protection des mammifères marins) comprend une grande partie du Canyon sous-marin de Cumes, au large de la côte nord-ouest de l'île d'Ischia. C'est une Aire spécialement protégée d'importance méditerranéenne (ASPIM)
La plupart des activités visées aux points précédents sont ici autorisées, ainsi que la pêche à la senne et au chalut (sous réserve d'autorisation), la pêche sportive à la canne et à la ligne, ainsi que l'observation des cétacés.
Il est l'habitat essentiel de plusieurs espèces de cétacés et notamment du grand cachalot (Physeter macrocephalus) qui est classé en danger en Méditerranée par l'Union internationale pour la conservation de la nature (IUCN).

### Liens connexes
- Liste des parcs régionaux italiens
- Liste des aires marines protégées en Italie
- Îles Phlégréennes
- Sanctuaire Pelagos
- Parc régional des Champs Phlégréens